# 林一心
林一心（1912年—2010年3月6日），曾用名林多王、林有文、林兼三、林志周等，福建永春人，中华人民共和国政治人物。

## 生平
林一心早年就读于福建莆田中学，曾参加反帝大同盟。1931年加入中国共产党。1938年起，曾历任中共金华县委书记，浙江金衔严特委组织部长、书记，浙江省委候补委员，延安中央党校秘书科长，黑龙江省军区政治部主任，中共黑河地委书记、军分区政委，黑龙江省委委员等。
中华人民共和国成立后，林一心又历任中共厦门市委书记，福建省委组织部副部长、部长，省委书记处书记兼华侨大学党委书记、副董事长，省纪委检查委员会书记，省人民检察院检察长，中共福建省委副书记、书记，福建省政协副主席，中国华侨事务委员会副主任，国务院侨务办公室副主任、党组副书记等职。他还是中共七大、十二大代表，十二届中纪委委员，第一至三届全国人大代表，第五届全国政协常委。
林一心于1994年离休。2010年3月6日在北京逝世，终年99岁。